# Globo Internacional
Globo Internacional ou TV Globo Internacional (également connu sous le nom de TVGI ou simplement Globo) est une chaîne de télévision internationale appartenant à Rede Globo (Grupo Globo).

## Programmation
Globo Internacional offre à tous les téléspectateurs une grande variété de programmes, comprenant des séries, des programmes, des divertissements et des programmes spécialisés. Le signal de la chaîne est généré par Rede Globo à Rio de Janeiro et transmis par satellite par différents opérateurs du monde entier. Il est disponible dans plus de 130 pays sur cinq continents: Amérique, Asie, Europe et Océanie.

## Identité visuelle

Logo de TV Globo Internacional du 24 août 1999 au 30 mars 2008.
Logo de TV Globo Internacional du 31 mars 2008 au 2012.
Logo de Globo Internacional du 2012 au 30 novembre 2021.
Logo de Globo Internacional depuis 1er décembre 2021.